# Ernest Burgess
Ernest Watson Burgess (Tilbury, 16 maggio 1886 – 27 dicembre 1966) è stato un sociologo canadese.

## Biografia

Modello di Burgess

Dopo aver insegnato in varie università statunitensi del Middle West, nel 1927 divenne docente di sociologia a Chicago, dove raccolse intorno a sé e a Robert Park la cosiddetta Scuola di Chicago.
Burgess partecipò intensamente ad attività collegate con la vita accademica e con la ricerca sociale, fornendo in particolare un valido contributo allo studio dei fenomeni urbani.
Nell'opera La città, elaborò un modello di struttura della città racchiuso in zone concentriche, comprendente il distretto centrale riservato agli affari, la zona transizionale (industriale), la zona abitativa dei lavoratori, la zona residenziale, la zona suburbana.
Espresse l'opinione che le città fossero un qualcosa che l'esperienza cambia ed evolve, in base ai criteri e alle regole darwiniane.

## Opere
- Introduzione alla scienza della sociologia, 1921 (con Robert Park)
- La città, 1925 (con Robert Park e Roderick McKenzie)
- La famiglia come unità di personalità interagenti, 1926 (con Locke e Thomas)
- Predire successo o fallimento nel matrimonio, 1939 (con L. A. Cottrel Jr.)
- La famiglia: da istituzione a sodalizio, 1945 (con Bogue)
- Contributi alla sociologia urbana, 1964